# رالف أوين
رالف أوين (بالإنجليزية: Ralph Owen)‏ هو شخصية أعمال أمريكي، ولد في 3 أكتوبر 1905 في هارتسفيل في الولايات المتحدة، وتوفي في 1983 في ناشفيل في الولايات المتحدة.